# Richard Maibaum
Richard „Dick“ Maibaum (* 26. Mai 1909 in New York City, New York; † 4. Januar 1991 in Santa Monica, Kalifornien) war ein US-amerikanischer Drehbuchautor, der hauptsächlich für seine Drehbücher zu zahlreichen James-Bond-Filmen bekannt ist.

## Leben und Wirken
Richard Maibaum wurde in New York City geboren und besuchte die New York University und die University of Iowa, bevor er als Schauspieler und Dramatiker am Broadway zu arbeiten begann. Bald erhielt Maibaum die Chance auch für das Kino zu schreiben, sein Debüt war das gemeinsam mit Maurice Rapf verfasste Drehbuch zu dem 1936 erschienenen Film We Went to College. Es folgten diverse weitere Arbeiten, bevor Maibaum im Krieg diente und anschließend einen Vertrag mit Paramount Pictures unterschrieb, für die er u. a. gemeinsam mit Cyril Hume das Drehbuch zu Der große Gatsby verfasste.
Anfang der 1950er Jahre lernte Maibaum den Regisseur Terence Young kennen, der später als Regisseur des ersten James-Bond-Films Dr. No und zwei weiteren Filmen der Reihe bekannt wurde. Maibaum schrieb am Drehbuch zu The Red Beret mit, das Youngs Durchbruch als Regisseur bedeutete. Produziert wurde der Film von Albert R. Broccoli, dem späteren Produzenten der Bond-Filme.
1956 erschien der Film Menschenraub, für den Maibaum erneut mit Cyril Hume das Drehbuch schrieb und auf dem auch das 1996 produzierte Remake mit dem deutschen Titel Kopfgeld (und Mel Gibson in der Hauptrolle) basiert.
Nach einigen weiteren Drehbüchern zu eher mäßig erfolgreichen Filmen, begann im Jahr 1962 Maibaums erfolgreiche Arbeit an den James-Bond-Filmen.

### James Bond
Bis auf wenige Ausnahmen (Man lebt nur zweimal, Leben und sterben lassen und Moonraker) war Maibaum zwischen 1962 und 1989 an allen von Eon Productions produzierten Bond-Filmen als Drehbuchautor beteiligt. Maibaum war also Autor bzw. Co-Autor von 13 James-Bond-Filmen.
Aus Maibaums Feder stammt unter anderem die Figur Beißer (im Original: Jaws). Richard Maibaum und der erste Bond-Regisseur Terence Young waren es, die Ian Flemings Romanfigur und Schauspieler Sean Connery den nötigen „Feinschliff“ für die große Leinwand gaben. Es war Maibaum, der prägnante Dialoge schrieb wie zum Beispiel diesen:
- James Bond (soll durch einen Laserstrahl getötet werden): „Erwarten Sie von mir, dass ich rede?“
- Auric Goldfinger: „Nein, Mister Bond, ich erwarte von Ihnen, dass Sie sterben!“

### Weitere Werke
Zusammen mit vielen anderen Bond-Veteranen – allen voran dessen Schöpfer Ian Fleming und Produzent Albert R. Broccoli – war Maibaum an der Produktion des Films Tschitti Tschitti Bäng Bäng beteiligt. Außerdem schrieb er zusammen mit Howard Clewes die Drehbuch-Adaption des Romans Der Bankraub des Jahrhunderts von John Brophy.

## Filmografie (Auswahl)
- 1941: I Wanted Wings
- 1942: 10 Leutnants von West-Point (Ten Gentlemen from West Point)
- 1948: Spiel mit dem Tode (The Big Clock, Produktion)
- 1949: Der große Gatsby (The Great Gatsby)
- 1950: Captain Carey, U.S.A. (Produktion)
- 1950: Entgleist (No Man of Her Own)
- 1955: Himmelfahrtskommando (The Cockleshell Heroes)
- 1956: Zarak Khan (Zarak)
- 1956: Menschenraub (Ransom!)
- 1956: Eine Handvoll Hoffnung (Bigger Than Life)
- 1961: Schlacht an der Blutküste (Battle at Bloody Beach)
- 1962: James Bond jagt Dr. No (Dr. No)
- 1963: James Bond 007 – Liebesgrüße aus Moskau (From Russia with Love)
- 1964: James Bond 007 – Goldfinger (Goldfinger)
- 1969: James Bond 007 – Im Geheimdienst Ihrer Majestät (On her Majesty’s Secret Service)
- 1971: James Bond 007 – Diamantenfieber (Diamonds Are Forever)
- 1974: James Bond 007 – Der Mann mit dem goldenen Colt (The Man with the Golden Gun)
- 1977: James Bond 007 – Der Spion, der mich liebte (The Spy Who Loved Me)
- 1980: S.H.E: Security Hazards Expert
- 1981: James Bond 007 – In tödlicher Mission (For Your Eyes Only)
- 1983: James Bond 007 – Octopussy (Octopussy)
- 1985: James Bond 007 – Im Angesicht des Todes (A View to a Kill)
- 1987: James Bond 007 – Der Hauch des Todes (The Living Daylights)
- 1989: James Bond 007 – Lizenz zum Töten (Licence to Kill)
- 1996: Kopfgeld – Einer wird bezahlen (Ransom!, Originaldrehbuch)